# Piramidă giroalungită
În geometrie, piramida giroalungită sau antiprisma augmentată este un poliedru convex, construit prin alungirea unei piramide n-gonale prin lipirea la baza piramidei a unei antiprisme n-gonale (bazele antiprismei și ale piramidei trebuie să fie congruente).
Numărul piramidelor giroalungite este infinit, dar dintre ele două sunt poliedre Johnson: piramida pătrată giroalungită (J10) și piramida pentagonală giroalungită (J11). Piramide alungite cu alte n pot fi construite cu triunghiuri isoscele.

## Formule
Pentru piramidele giroalungite se calculează separat aria piramidei Ap și aria laterală a antiprismei Aa. Aria piramidei giroalungite A va fi
{\displaystyle A=A_{p}+A_{a}\,.}
Pentru volum, se calculează separat volumul piramidei Vp și volumul antiprismei Va. Volumul piramidei giroalungite V va fi
{\displaystyle V=V_{p}+V_{a}\,.}

## Exemple
|      |                                                                |                                       |                                         |                                                             |
| Nume | Piramidă triunghiulară giroalungită (poliedru aproape Johnson) | Piramidă pătrată giroalungită (J10)   | Piramidă pentagonală giroalungită (J11) | Piramidă hexagonală giroalungită (poliedru aproape Johnson) |
| Fețe | 9+1 triunghiuri echilaterale                                   | 12 triunghiuri echilaterale, 1 pătrat | 15 triunghiuri echilaterale, 1 pentagon | 18 triunghiuri echilaterale, 1 hexagon                      |